# Lydia Rabinowitsch-Kempner

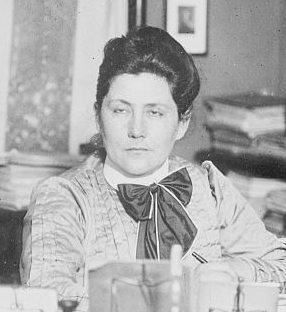
Lydia Rabinowitsch-Kempner

Lydia Rabinowitsch-Kempner (* 10. Augustjul. / 22. August 1871greg. in Kowno, Russisches Kaiserreich als Lydia Rabinowitsch; † 3. August 1935 in Berlin) war eine russisch-deutsche Mikrobiologin.
Ihr wurde als zweiter Frau in Preußen und als erster in Berlin der Professorentitel verliehen. Sie gab außerdem als erste Frau mit der Zeitschrift für Tuberkulose eine Fachzeitschrift heraus und wies die Übertragung der Tuberkelbazillen durch infizierte Kuhmilch nach. Im Jahr 1920 übernahm Rabinowitsch-Kempner das Bakteriologische Institut am Städtischen Krankenhaus Moabit, wurde jedoch auf Grund ihrer jüdischen Herkunft 1934 zwangspensioniert.

## Leben und Wirken

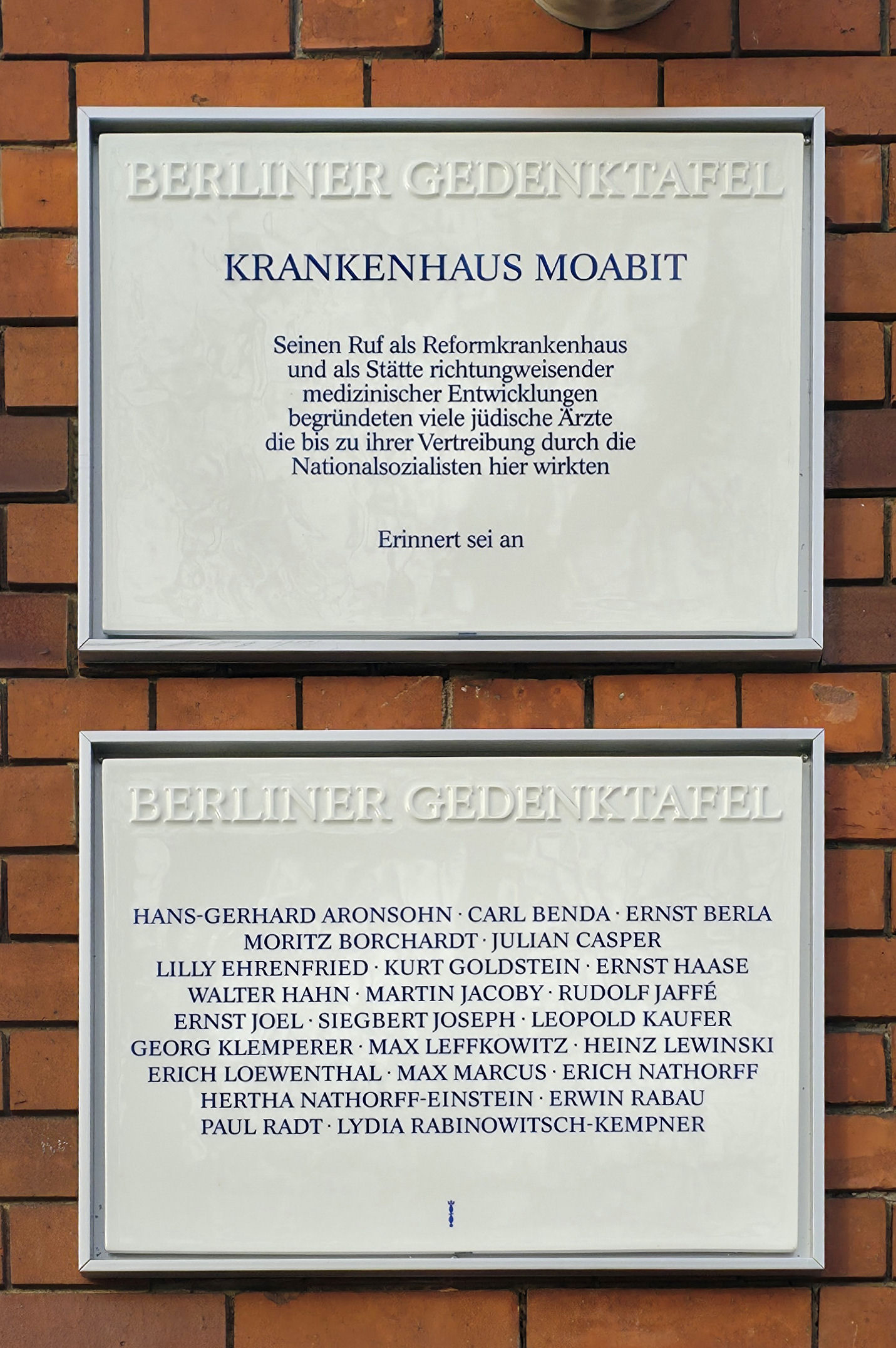
Berliner Gedenktafel am Haus Turmstraße 21 in Berlin-Moabit

### Herkunft und Ausbildung
Lydia Rabinowitsch wurde als jüngstes Kind des jüdischen Brauereibesitzers Leo Rabinowitsch und seiner Ehefrau Minna (geb. Werblunsky) 1871 im damals zum Russischen Kaiserreich gehörenden Litauen geboren. Sie besuchte das Mädchengymnasium ihrer Heimatstadt und sollte dann studieren. Der Vater war zwar früh verstorben, doch die Familie war wohlhabend genug, um fast alle der neun Kinder studieren zu lassen. Da Frauen ein Studium im Russischen Reich nicht erlaubt war, ging Rabinowitsch nach Zürich, um drei Semester Naturwissenschaften zu studieren. Danach setzte sie ihr Studium in Bern fort, wo sie 1894 mit der Arbeit Beiträge zur Entwicklungsgeschichte der Fruchtkörper einiger Gastromyzeten in Medizin promoviert wurde.
Nach dem Studium zog sie nach Berlin, um an Robert Kochs Seite im Königlich Preußischen Institut für Infektionskrankheiten zu arbeiten. Dort hatte sie als einzige Frau eine Stelle erhalten – eine unbezahlte Assistentenstelle. Die männerdominierte Gesellschaft ließ Rabinowitsch jedoch nicht viel Freiraum für wissenschaftliche Arbeiten. So ging Rabinowitsch 1896 als Dozentin nach Philadelphia an das Women’s Medical College of Pennsylvania, ein Medizin-College für Frauen. Sie lehrte dort drei Jahre das Fach Bakteriologie und wurde 1898 zur ordentlichen Professorin für Bakteriologie ernannt.

### Aufstieg zur Tuberkuloseexpertin
Während der Semesterferien kehrte sie immer wieder nach Berlin zurück und lernte dort den Arzt Walter Kempner kennen. Sie entschlossen sich, ihre Arbeit am Robert Koch-Institut gemeinsam fortzusetzen, und heirateten 1898 in Madrid auf einem internationalen Medizinkongress. Wahrscheinlich auf Grund von Meinungsverschiedenheiten innerhalb des Instituts wechselte Rabinowitsch-Kempner 1903 an das Pathologische Institut der Charité und arbeitete dort sechzehn Jahre lang als wissenschaftliche Assistentin, wie vorher am Robert-Koch-Institut ohne Bezahlung. In dieser Zeit stieg sie zur bekannten und anerkannten Tuberkuloseforscherin auf. Sie wies 1904 Tuberkelbazillen in Rohmilch nach, während Robert Koch ohne Erfolg von der Berliner Großmolkerei Meierei Bolle gelieferte Milch untersuchte.
Rabinowitsch-Kempner publizierte zahlreiche Schriften und hielt Vorträge auf internationalen Kongressen, so z. B. 1896 auf dem Frauen-Congress in Berlin und 1897 auf dem Internationalen Ärztekongress in Moskau. Im Jahre 1906 wurde sie von der Gesellschaft Deutscher Naturforscher und Ärzte während der 76. Versammlung in Breslau als erste Frau zur Vorsitzenden einer Abteilung gewählt.
Rabinowitsch-Kempner erhielt 1912 als erste Frau Berlins einen Professorentitel verliehen. Der Verleihung folgten antisemitische Anfeindungen, und trotz der Professur (als Titularprofessor) bekam sie keine Anstellung an einer Universität. Sie konnte sich auch nicht wie gewünscht habilitieren, denn dies wurde für Frauen erst nach dem Ersten Weltkrieg möglich.
1914 übernahm Rabinowitsch-Kempner die Leitung der Zeitschrift für Tuberkulose. Während des Ersten Weltkriegs setzte der Generalstabsarzt des Reichsheeres sie neben anderen Wissenschaftlern als Berater für die Seuchenvorbeugung ein.
Mit 49 Jahren bekam Lydia Rabinowitsch-Kempner ihre erste feste Anstellung mit angemessenem Gehalt: Sie wurde 1920 mit der Leitung des Bakteriologischen Instituts am Städtischen Krankenhaus Moabit betraut. Im gleichen Jahr verstarb ihr Mann an Kehlkopftuberkulose. Sie hatten zusammen drei Kinder: Robert Kempner (1899–1993, Jurist, Stellvertreter des amerikanischen Chefanklägers Robert H. Jackson bei den Nürnberger Kriegsverbrecherprozessen), Walter Kempner (1903–1997, ebenfalls Mediziner, Hausarzt Stefan Georges und Mitglied des George-Kreises), sowie die Tochter Nadja (1901–1932), die wie ihr Vater an Tuberkulose starb.

### Zwangspensionierung

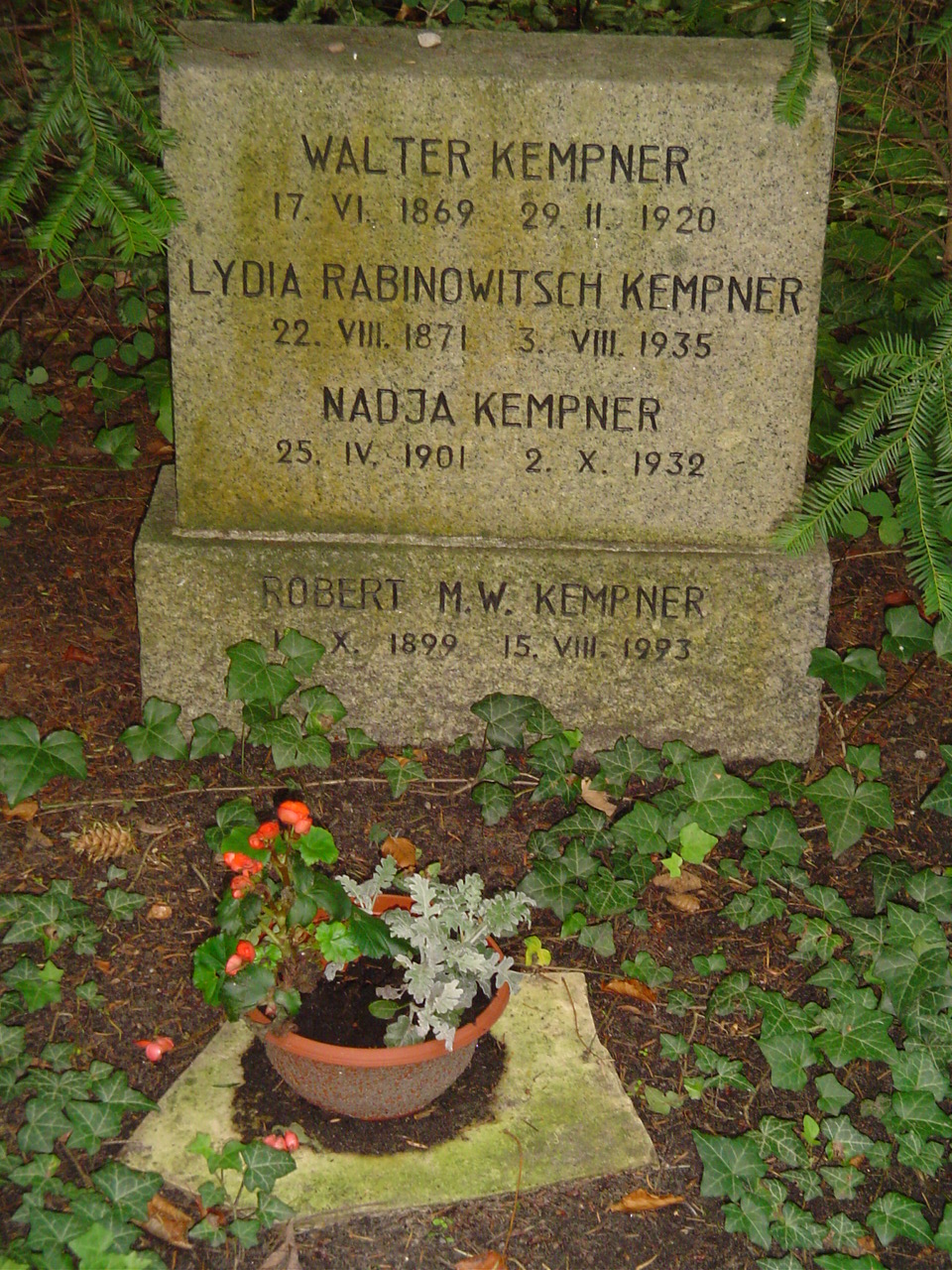
Familiengrab der Kempners

Nach der Machtübergabe an die Nationalsozialisten wurde Lydia Rabinowitsch-Kempner 1934 zwangspensioniert und zur Aufgabe ihrer Arbeit an der Zeitschrift für Tuberkulose gezwungen. Sie ermöglichte ihren Söhnen die Emigration, blieb aber selbst in Berlin zurück, wo sie nach schwerer Krankheit am 3. August 1935 starb. Sie wurde im Familiengrab der Kempners auf dem Parkfriedhof Lichterfelde beigesetzt, in welchem 1993 auch ihr Sohn Robert Kempner bestattet wurde.

### Ehrungen
Das Grab der Kempners auf dem Parkfriedhof Lichterfelde in der Abt. 4a-2 ist heute ein Ehrengrab des Landes Berlin. Am Krankenhaus Moabit wurde eine Tafel zur Ehrung der jüdischen Ärzte angebracht, auf der auch ihr Name zu finden ist. Im Jahr 2016 benannte die Bezirksverordnetenversammlung von Berlin-Mitte eine neu zu errichtende Straße in der Europacity nach der Mikrobiologin als Lydia-Rabinowitsch-Straße.
In Würdigung ihrer Leistungen als Wissenschaftlerin und Forscherin wurde ihr anlässlich der Wissensstadt Berlin 2021 im Rahmen der Ausstellung „Berlin – Hauptstadt der Wissenschaftlerinnen“ eine Ausstellungstafel gewidmet.

### Engagement
Elsa Neumann war am 26. April 1900 Gründerin, erste Vorsitzende und später Ehrenmitglied des „Vereins zur Gewährung zinsfreier Darlehen an studierende Frauen“. Der Verein hatte sich am 30. April 1900 beim Amtsgericht I in Charlottenburg eintragen lassen. Im Statut definierte er im Paragraph 3: „Der Zweck des Vereins ist, studierenden Frauen durch Gewährung von zinsfreien Darlehen das Studium zu erleichtern und die Ablegung eines Abschlußexamens zu ermöglichen.“ Neumann war von April 1900 bis März 1902 die 1. Vorsitzende. Ab 1902 war die Rabinowitsch-Kempner die 1. Vorsitzende. Sie übte dieses Amt bis 1930 aus, d. h. zumindest solange der Verein über nennenswerte Mittel verfügte. Er wurde am 26. März 1930 faktisch neu gegründet; das Vermögen betrug nur noch 3000 Mark. Lydia Rabinowitsch-Kempner war laut Protokoll 1934 noch „Ehrenmitglied“. Ihr Tod am 3. August 1935 verhinderte den Ausschluss aufgrund der rassistischen NS-Gesetze.

## Schriften (Auswahl)
- Tuberkelbacillen in der Marktbutter. In: Deutsche Medizinische Wochenschrift. Nr. 32, 1897.[14]
- Die Beteiligung der Frau an der Tuberkulosebekämpfung. In: Wiener Medizinische Wochenschrift. 62. Jahrgang, Nr. 25. Moritz Perles, Wien 15. Juni 1912 (Digitalisat).